# Nederlandse Apotheek Norm
De Nederlandse Apotheek Norm ofwel NAN is een kwaliteitssysteem voor apothekers.
De Koninklijke Nederlandse Maatschappij ter bevordering der Pharmacie (KNMP) heeft als leidraad voor de apotheker de zogenaamde NAN opgesteld. De bedoeling van deze NAN is de kwaliteit van werken in de apotheek zo goed mogelijk te laten verlopen.
In de apotheek wordt gewerkt volgens een door de apotheker opgesteld werksysteem. Onderdeel hiervan zijn de schriftelijke werkinstructies. Hierbij kan de apotheker teruggrijpen naar de NAN-norm.